# How Come, How Long
How Come, How Long is een nummer van de Amerikaanse R&B-zanger en producer Babyface uit 1997, in duet met de Amerikaanse soulmuzikant Stevie Wonder. Het is de derde single van Babyface's vierde studioalbum The Day.
Het thema van het nummer is fysiek geweld. De tekst van het nummer komt neer op een vrouw die door haar echtgenoot is vermoord na enorm fysiek geweld. "How Come, How Long" de Amerikaanse Billboard Hot 100 niet te behalen, maar werd in Europa en Oceanië werd het nummer wel een hit. In de Nederlandse Top 40 bereikte het de 2e positie, terwijl het in de Vlaamse Ultratop 50 de 15e positie behaalde.

## NPO Radio 2 Top 2000
| Nummer met noteringen in de NPO Radio 2 Top 2000 | '99 | '00  | '01 | '02  |
| ------------------------------------------------ | --- | ---- | --- | ---- |
| How Come, How Long                               | 887 | 1438 | -   | 1857 |

1. ↑  Een '-' betekent dat het nummer niet was genoteerd en een vetgedrukt getal geeft de hoogste notering aan.
2. ↑  Deze tabel is bijgewerkt tot en met de laatste editie (2024).